# Julius Libbrecht
Julius Libbrecht (Vichte, 6 augustus 1857 - Brasschaat, 26 september 1931) was een Vlaams activist en lid van de Raad van Vlaanderen.

## Levensloop
Na zijn studies werd hij directeur van de rijksmiddelbare school in Gent.
Tijdens de Eerste Wereldoorlog geraakte hij geboeid door het activisme en meer bepaald door de radicale beweging Jong-Vlaanderen. Na de bestuurlijke splitsing van de Belgische administratie eind 1916 werd hij directeur-generaal voor het lager onderwijs, met Richard De Cneudt als zijn rechterhand.
In februari 1917 behoorde hij tot de oprichters van de Raad van Vlaanderen en zetelde zowel in de eerste als in de tweede uitgave van deze raad, als vertegenwoordiger van het katholieke Vrij Vlaanderen.
In november 1918 vluchtte hij naar Nederland en vestigde zich in Heerlen. In België werd hij veroordeeld tot twintig jaar gevangenisstraf. Na de uitdovingswet van 1929 kwam hij naar België terug en ging in Brasschaat wonen, van waar hij contacten onderhield met andere vroegere activisten. Hij werd er het slachtoffer van een dodelijk verkeersongeval.